# Dinocryptus ducalis
Dinocryptus ducalis là một loài tò vò trong họ Ichneumonidae.